# Emma de Barcelona

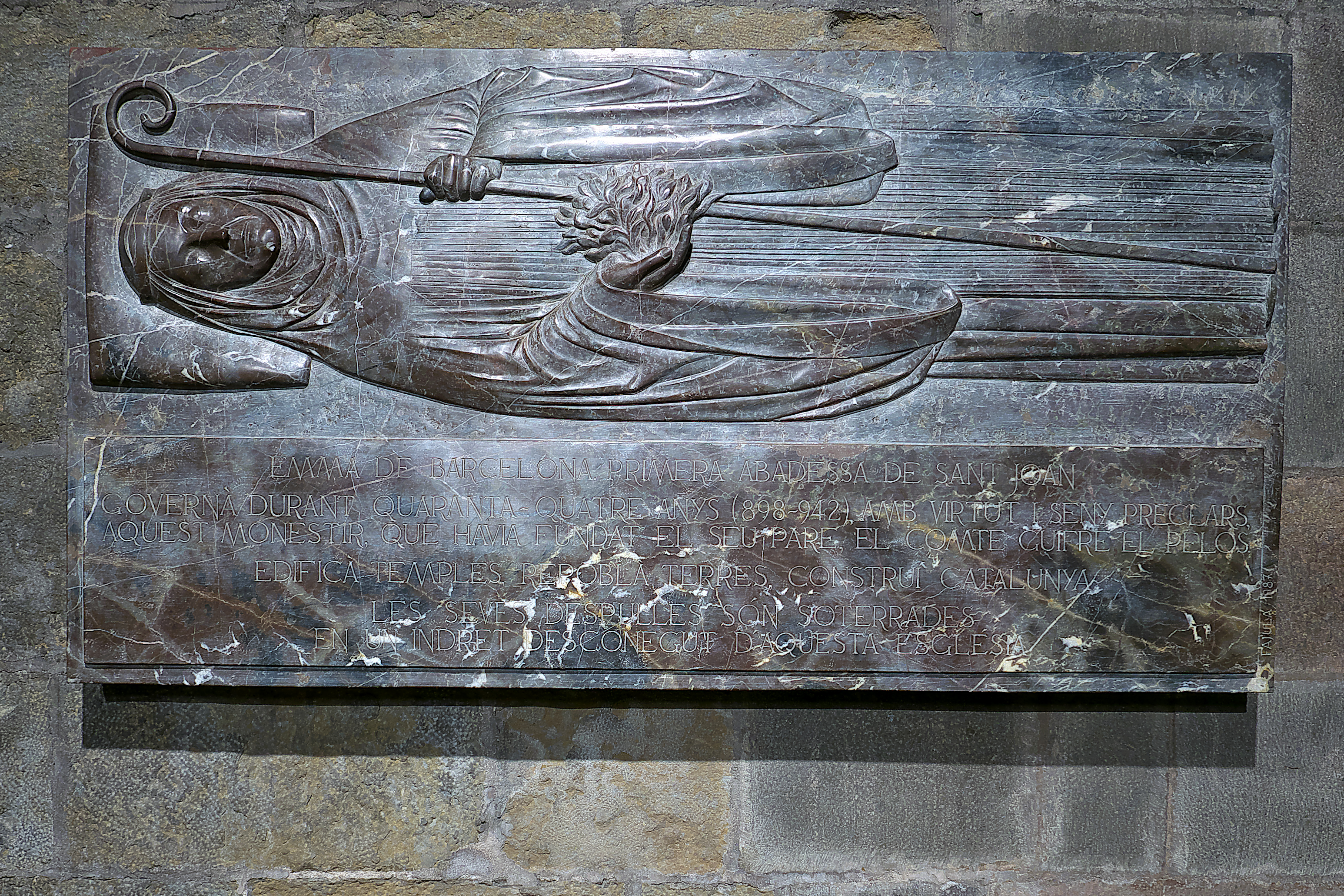
Monasterio de San Juan de las Abadesas, lápida.

Emma de Barcelona (circa 880 - San Juan de las Abadesas, 942) fue una religiosa catalana, gran impulsora de los monasterios en Cataluña. Era hija de Wifredo el Velloso y de su esposa Guinidilda de Ampurias, condes de Barcelona.

## Biografía
En el año 885 Wifredo fundó el monasterio de San Juan de Ter —posteriormente llamado San Juan de las Abadesas— con el objetivo de que fuera uno de los núcleos propulsores de la repoblación de las comarcas centrales de Cataluña. Emma fue destinada a este nuevo cenobio como abadesa, cargo certificado el año 887 con la consagración de la iglesia del monasterio. Mientras fue niña, sus acciones estuvieron guiadas por Wifredo y por la comunidad de canónigos que, probablemente, residía ya en el cenobio, con la tutela de Gotmar, obispo de Vich. Tras la muerte de su padre en 897 se encargó personalmente del gobierno del monasterio. El primer documento escrito que acredita este dato es de 898. Identificada con su cargo y dotada de una visión y energía excepcionales, Emma cumplió con gran eficacia la misión que tenía encargada el monasterio. En el año 899 obtuvo un precepto de inmunidad y protección de parte del rey Carlos III el Simple, y en 906 consiguió una carta de protección del arzobispado de Narbona.
Activó la repoblación del valle de San Juan, pero su acción llegó más allá en puntos estratégicos, hacia el Vallés y el Bergadá. Envió personal excedente del valle de San Juan, ya saturado, y tal vez también a gente que bajaba de las comarcas del alto Pirineo. Emma fue adquiriendo pequeñas o grandes propiedades con las que el monasterio llegó a tener un territorio equivalente al de un condado. Su soberanía era también parecida a la de un conde: por concesión de su padre sus dominios estaban exentos de toda interferencia de los condes vecinos, a los que se supo oponer con resistencia.
Su labor repobladora está acreditada por más de cien documentos fechados entre 902 y 942, que atestiguan su actividad en tierras de Vallfogona, Llers, Seguríes y los valles de Lillet y Ribas. En 913 estableció los derechos jurisdiccionales del monasterio frente a sus súbditos y el conde Miró de Barcelona.
Su acción no se limitó a realizar un trasvase mecánico de población. Con la construcción de iglesias, ponía en los nuevos pueblos una presencia espiritual y establecía elementos de cohesión. Consiguió de un concilio la corroboración de sus derechos sobre las parroquias situadas dentro de sus dominios. Entre las iglesias que fundó se encuentran las de la Roca del Vallès y l'Ametlla del Vallès.
En el monasterio de San Juan estableció un scriptorium en el que se confeccionaban los libros litúrgicos con los que proveía a los nuevos templos. Detrás de la amplia actuación económica y política de Emma siempre hubo un espíritu cultivado y ferviente.
En Barcelona, unos jardines del distrito del Ensanche llevan su nombre.